# Clematis bourdillonii
Clematis bourdillonii är en ranunkelväxtart som beskrevs av Stephen Troyte Dunn. Clematis bourdillonii ingår i släktet klematisar, och familjen ranunkelväxter. Inga underarter finns listade i Catalogue of Life.